# William May (Admiral)

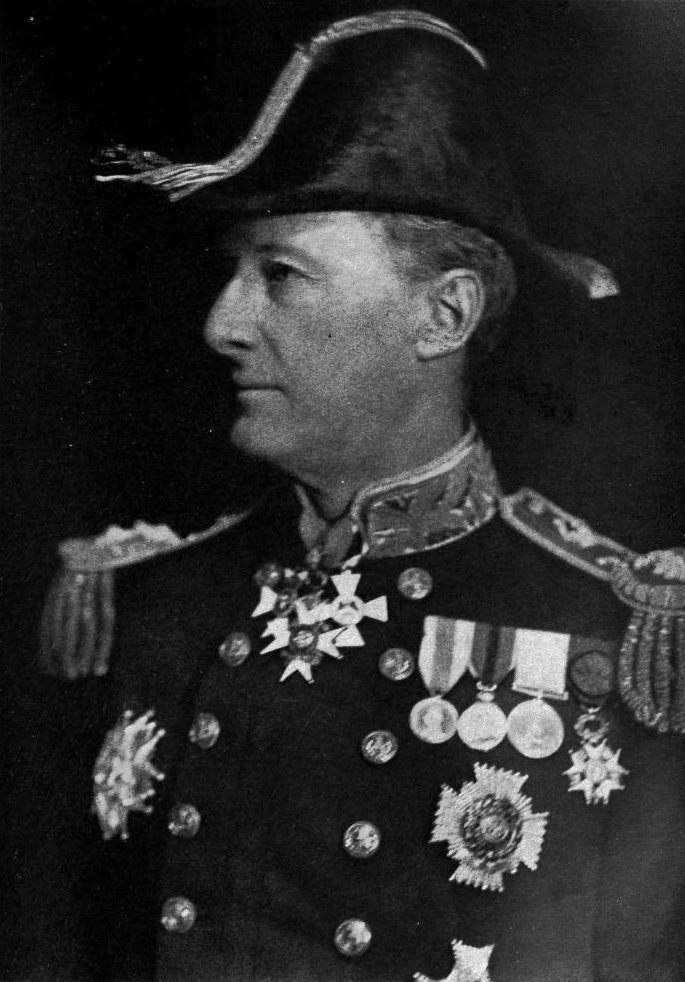
Admiral of the Fleet William May

Sir William Henry May,  GCB, GCVO (* 31. Juli 1849 in Liscard, Cheshire; † 7. Oktober 1930 in Coldstream, Berwickshire) war ein britischer Seeoffizier, der als Konteradmiral zwischen 1901 und 1905 Dritter Seelord, als Vizeadmiral von 1905 bis 1907 Oberkommandierender der Atlantikflotte sowie zwischen 1907 und 1909 Zweiter Seelord und Chef des Marinepersonals war. Als Admiral fungierte er von 1909 bis 1911 als Oberkommandierender der Heimatflotte sowie zwischen 1911 und 1913 Oberkommandierender von Plymouth. 1913 wurde er zum Flottenadmiral befördert.

## Leben

### Familiäre Herkunft, Seeoffizier und Arktis-Expedition
William Henry May war der dritte Sohn von zehn Kindern von Job William Seaburne May und dessen Frau Anne Jane Freckleton. Seit dem 17. Jahrhundert lebte die Familie in den Niederlanden, wo ein Vorfahre, John May, Schiffbauingenieur gewesen war. Der Großvater von William Henry May, ein Admiral der niederländischen Marine und Berichten zufolge gleichzeitig Kapitän der britischen Marine, hatte 1813 dabei geholfen, Prinz Wilhelm von Oranien wieder auf den niederländischen Thron zu setzen. Sein Vater verließ die Niederlande 1840 und ließ sich in Liverpool nieder, wo er niederländischer Konsul war. 1860 trat er in die Liverpool Royal Institution ein und begann 1862, als er sich entschieden hatte, der Royal Navy beizutreten, eine Ausbildung an Eastman’s Royal Naval Academy in Southsea ein. Er trat am 9. Juni 1863 als zweiundzwanzigster von fünfzig Seekadetten seine Ausbildung auf Schulschiff HMS Britannia an und schloss diese ein Jahr später 1864 als Viertbester seines Jahrgangs ab. Er schiffte sich sofort im Alter von fünfzehn Jahren auf der HMS Victoria, dem Flaggschiff der Mittelmeerflotte (Mediterranean Fleet), ein. Nach drei Jahren wurde er 1867 auf die Fregatte HMS Liffey versetzt, wo er die restlichen achtzehn Monate seiner Zeit als Leutnant zur See (Midshipman) diente.
May wurde am 29. März 1869 Oberleutnant zur See (Sub-Lieutenant) und bestand seine Prüfungen in diesem Rang so gut, dass er als Belohnung nach einigen Monaten auf dem Panzerschiff HMS Hercules im Juni 1871 auf die königliche Yacht HMY Victoria and Albert berufen wurde. Am 7. September 1871 wurde er zum Kapitänleutnant (Lieutenant) befördert und diente nach einer weiteren Verwendung von 1872 bis 1874 auf dem Panzerschiff HMS Hercules auf dem Schießschulschiff HMS Excellent, wo er eine Ausbildung zum Geschützoffizier absolvierte. Unter Kapitän zur See George Strong Nares nahm er 1875 an dessen Arktis-Expedition teil, bei der er Navigationsoffizier der Sloop HMS Alert war. Er diente auf der Expedition bis zu ihrer Rückkehr 1876, nachdem er an den Schlittenexpeditionen nach Lincoln Bay, zur Rettung der von Commander Albert Hastings Markham angeführten Gruppe und bei der Suche nach einer praktikablen Überlandroute zum Cape Prevost teilgenommen hatte. Er führte viele Vermessungen durch, wofür er offiziell von Sir George Nares gelobt wurde.

### Schiffskommandant und Aufstieg zum Kapitän zur See

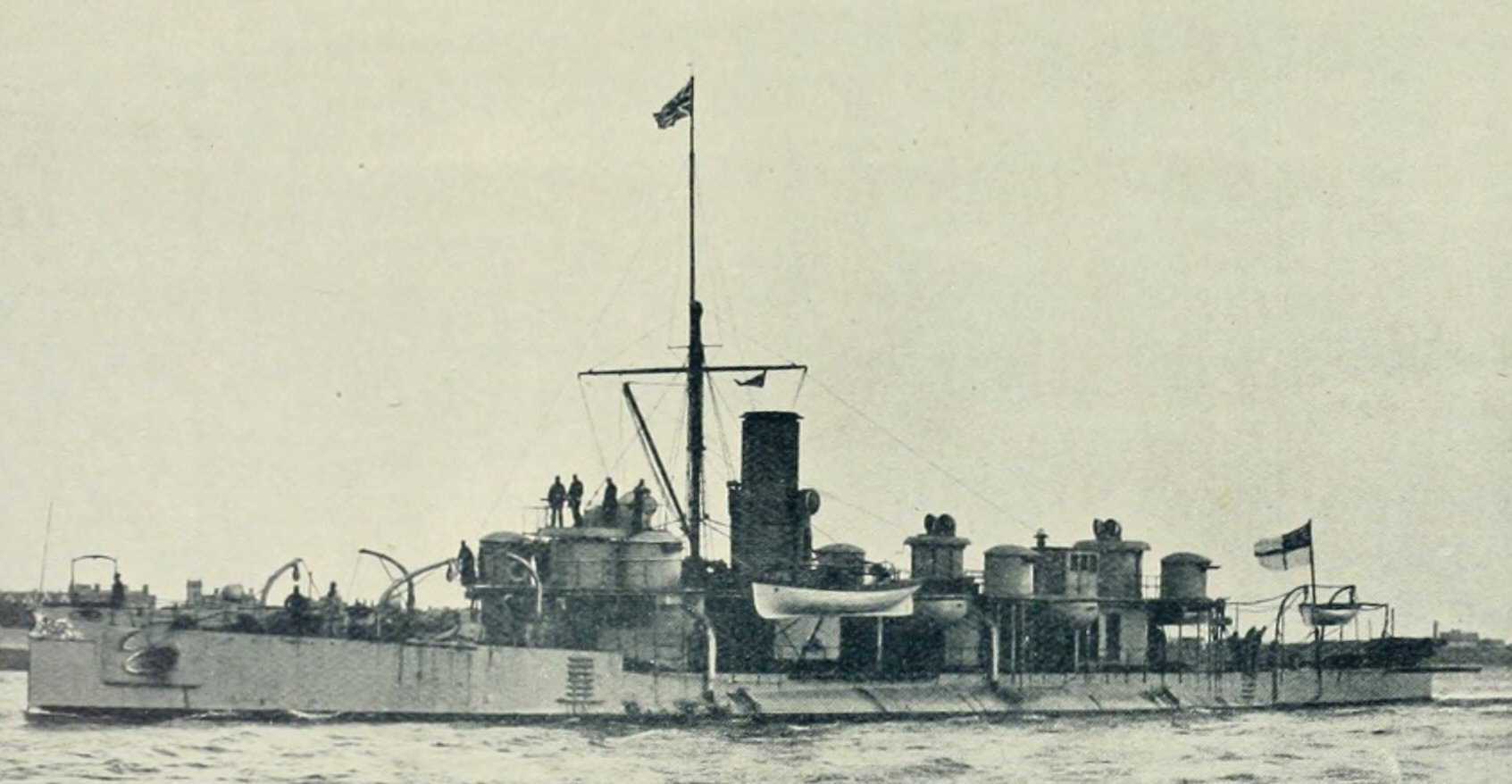
Fregattenkapitän May war von 1881 bis 1884 Kommandant (Commanding Officer) des neu in Betrieb genommenen Torpedorammschiffes HMS Polyphemus.

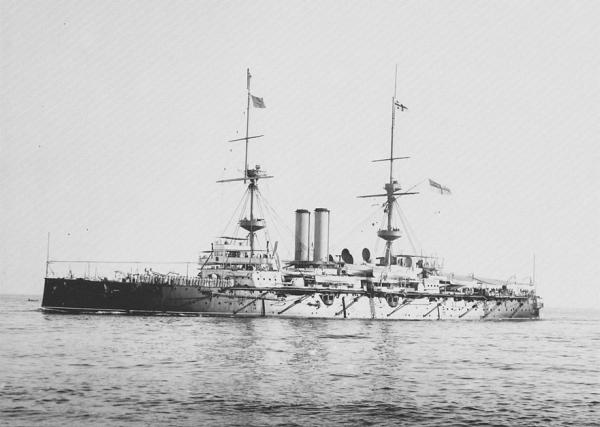
Kapitän zur See May fungierte zwischen 1895 und 1896 als Kommandant des Einheitslinienschiffs HMS Ramillies und war damit sowohl Chef des Stabes als auch Flaggkapitän der Mittelmeerflotte (Mediterranean Fleet)

Bei seiner Rückkehr von der Arktisexpedition wurde May 1877 zum Torpedoschulschiff HMS Vernon versetzt, wo er eine herausragende und wichtige Rolle bei der Entwicklung des Whitehead-Torpedos und eines Unterwasser-Entladungsgeräts einnahm. Nach dreieinhalb Jahren auf der HMS Vernon und einigen Monaten auf der zur Mittelmeerflotte gehörenden Fregatte HMS Inconstant wurde er am 9. März 1881 zum Fregattenkapitän (Commander) befördert. Diesen Dienstgrad erreichte er nach nur neuneinhalb Dienstjahren als Kapitänleutnant. 1881 erhielt er erstmals ein eigenes Kommando und war bis 1884 Kommandant (Commanding Officer) des neu in Betrieb genommenen Torpedorammschiffes HMS Polyphemus. Im Anschluss war zwischen 1884 und 1888 zweiter Kommandant (Second-in-command) der königlichen Yacht HMY Victoria and Albert. Mit 38 Jahren wurde er am 9. Mai 1887 zum Kapitän zur See (Captain) befördert.
Im März 1888 wurde William May zum Marineverband in China (China Station) und war dort bis November 1890 als Kommandant des Panzerkreuzers HMS Imperieuse Flaggkapitän des dortigen Oberbefehlshaber Vizeadmiral Sir Nowell Salmon. Auf der Fahrt in den Fernen Osten nahm er auf geheimen Befehl die Weihnachtsinsel in Besitz für das Britische Weltreich, was ihm den Spitznamen „Christmas May“ einbrachte, nachdem er auch den Spitznamen „Handsome Willie May“ trug. Im Dezember 1890 kehrte er nach England zurück und wurde zum Marineattaché in den europäischen Staaten ernannt. In dieser Funktion diente er zweieinhalb Jahre hauptsächlich in Frankreich, im Russischen Kaiserreich sowie im Deutschen Kaiserreich und wurde dann ohne Unterbrechung im Juni 1893 als stellvertretender Direktor für Torpedos (Assistant Director of Torpedoes) in die Admiralität (Admiralty) berufen.
Im Januar 1895 wurde er zur Mittelmeerflotte (Mediterranean Fleet) versetzt und war dort bis November 1896 sowohl Chef des Stabes als auch als Kommandant des Einheitslinienschiffs HMS Ramillies Flaggkapitän des Oberbefehlshabers der Mittelmeerflotte, Admiral Sir Michael Culme-Seymour, 3. Baronet.
Nach knapp zwei Jahren Dienst im Mittelmeer kehrte May im Mai 1897 nach England zurück und war bis August 1897 Flaggkapitän und Chef des Stabes (Flag Captain/Chief of Staff, Portsmouth) von Admiral Sir Nowell Salmon, dem nunmehrigen Oberbefehlshaber von Portsmouth (Commander-in-Chief, Portsmouth). Im Juni 1897 wurde er Mitglied des Royal Victorian Order (MVO). Danach wechselte er im August 1897 als Kommandant an die Marineschießschule (Gunnery School „HMS Excellent“) in Portsmouth, die er bis November 1900 leitete. Danach kehrte er in die Admiralität zurück, in der zwischen Januar und April 1901 als Direktor für Marinewaffen und Torpedos (Director of Naval Ordnance) fungierte.

### Flaggoffizier und Aufstieg zum Flottenadmiral

#### Konteradmiral und Vizeadmiral

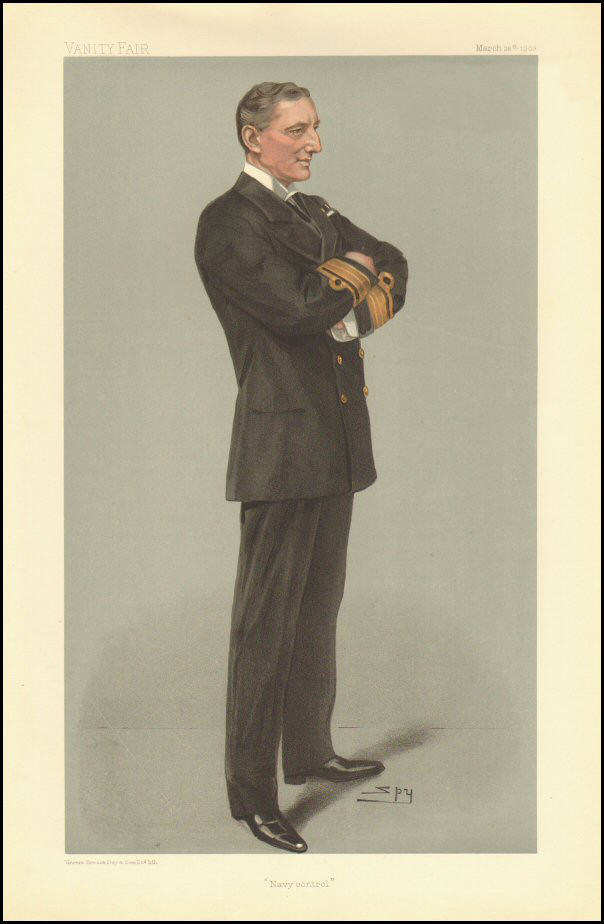
„Navy Control“: William Henry May, in einer Karikatur von Spy in der Zeitschrift Vanity Fair vom 26. März 1903

Am 28. März 1901 wurde William Henry May im Alter von einundfünfzig Jahren Flaggoffizier ernannt und zum Konteradmiral (Rear-Admiral) befördert. Im Anschluss wurde er im April 1901 als Nachfolger von Konteradmiral Arthur Wilson zum Dritten Seelord und Kontrolleur der Marine (Third Sea Lord and Controller of the Navy) ernannt. Er verblieb auf diesem Posten bis Februar 1905, woraufhin Konteradmiral Henry Bradwardine Jackson ihn ablöste. In den vier Jahren seiner Tätigkeit als Controller of the Navy fanden viele weitreichende Veränderungen im Schiffsbau und in der Werftverwaltung statt. Die Dreadnought-Politik wurde eingeleitet, obwohl May kein Mitglied des im Oktober 1904 einberufenen „Ausschusses für Konstruktion“ (committee of design) war, um die Eigenschaften des neuen Kriegsschifftyps zu prüfen. Die Torpedoboot-Zerstörerklasse erhielt eine größere Seekapazität. Die Verwendung von Öl, das auf Kohle gesprüht wurde, wurde eingeführt, und die Schiffsmaschinerie wurde großen Veränderungen unterzogen. Für seine Verdienste wurde er am 30. Dezember 1904 zum Knight Commander des Royal Victorian Order (KCVO) geschlagen, so dass er fortan den Namenszusatz „Sir“ führte.
Am 1. März 1905 wurde May als Nachfolger von Vizeadmiral Lord Charles Beresford Oberkommandierender der Atlantikflotte (Commander-in-Chief, Atlantic Fleet), die erst kurz zuvor im Dezember 1904 gegründet wurde. Er hatte dieses Kommando bis zum 23. März Februar 1907 inne und wurde daraufhin von Vizeadmiral Sir Assheton Gore Curzon-Howe abgelöste. Am 29. Juni 1905 wurde er ebenfalls zum Vizeadmiral (Vice-Admiral) befördert. Im Juli 1905 brachte er die Flotte nach Brest, um zu Ehren des britisch-französischen Abkommens Entente cordiale eine Marinedemonstration durchzuführen. Mays Präsenz und Persönlichkeit, seine Französischkenntnisse und sein geschickter Umgang mit der Flotte beim Ein- und Auslaufen in den Hafen von Brest hinterließen einen sehr guten Eindruck auf französische Marineoffiziere. Aus Anerkennung hierfür wurde er am 5. September 1905 Großoffizier der Ehrenlegion. Darüber hinaus wurde er am 29. Juni 1906 auch zum Knight Commander des militärischen Zweiges des Order of the Bath (KCB (Mil)) geschlagen.

#### Admiral und Flottenadmiral

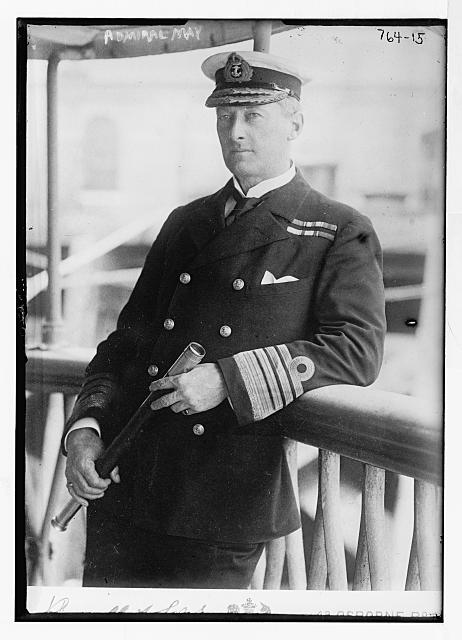
Admiral of the Fleet William May

Nach zwei Jahren als Kommandant der Atlantikflotte kehrte Sir William May im Mai 1907 zur Admiralität zurück und wurde Nachfolger von Vizeadmiral Sir Charles Carter Drury als Zweiter Seelord und Chef des Marinepersonals (Second Sea Lord and Chief of Naval Personnel). Er bekleidete diese Funktionen bis März 1909, woraufhin Vizeadmiral Sir Francis Bridgeman seine dortige Nachfolge antrat. Zu dieser Zeit wurden 1907 große Anstrengungen unternommen, um die Ausgaben für die Marine zu kürzen, und die liberale Regierung von Premierminister Henry Campbell-Bannerman ordnete eine Kürzung um 1 Million Pfund Sterling an. Als eine weitere Kürzung um 750.000 £ vorgeschlagen wurde, schickte May mit dem Dritten Seelord Konteradmiral Henry Bradwardine Jackson und dem Vierten Seelord Alfred Winsloe ein Memorandum an den Ersten Seelord, Admiral Sir John Fisher, in dem sie andeutete, dass sie in diesem Fall zurücktreten müssten, wozu es allerdings jedoch nicht kam. Am 5. November 1908 wurde er zum Admiral befördert.
Nach seinem Ausscheiden aus der Admiralität übernahm Admiral Sir William May am 25. März 1909 von Vizeadmiral Sir Francis Bridgeman den Posten als Oberkommandierender der Heimatflotte (Commander-in-Chief, Home Fleet) und hatte diesen zwei Jahre lang bis zum 24. März 1911 inne, woraufhin erneut Vizeadmiral Sir Francis Bridgeman ihn ablöste. Dieses Kommando umfasste alle Schiffe in Heimatgewässern und war Mays Meinung nach zu groß. Er konzentrierte sich darauf, die vielen taktischen Probleme zu untersuchen, die durch das jüngste Wachstum der Flotte in Anzahl und Größe und die Hinzufügung einer Kampfflottille zur Seeflotte entstanden waren. Die Schiffsartillerie hatte unter dem Impuls des Kommandanten der Marineschießschule Percy Moreton Scott große Fortschritte gemacht, obwohl es noch weit hinter dem zurückblieb, was 1914 von ihm verlangt wurde. Der Torpedo hatte sowohl in Reichweite als auch in Geschwindigkeit zugenommen und präsentierte ein neues Element in der Taktik. Viele Offiziere, die unter Mays Kommando dienten, waren mit den bestehenden taktischen Doktrinen unzufrieden und befürworteten neue Systeme zur Handhabung der großen und heterogenen Schiffskörper, die ein modernes Flottenkommando bildeten. May war offen dafür, neue Ideen aufzunehmen, zu diskutieren und auszuprobieren. Er leitete eine umfangreiche Reihe taktischer Übungen von größerem Umfang ein: Die Kreuzer-Formationen, aus denen am schnellsten in die Kampfformation entsandt werden konnte, der Einsatz von Flottillen in einer taktischen Offensive, der Einsatz schneller Geschwader im Einsatz, die Alternative eines Geschwaderkommandos anstelle der einzelnen Linie unter einem Kommando. Diese spielten eine herausragende Rolle unter den taktischen Angelegenheiten, denen May Aufmerksamkeit widmete. Als Mann mit einer im Wesentlichen praktischen Gesinnung unterzog er neue Theorien und Vorschläge der Erprobung. Am 31. Juli 1909 wurde er zum Knight Grand Cross des Royal Victorian Order (GCVO) erhoben.
Zuletzt wurde Admiral May im April 1911 Nachfolger von Admiral Sir Wilmot Fawkes als Oberkommandierender von Marinebasis Devonport in Plymouth (Commander-in-Chief, Plymouth). Er verblieb auf diesem Posten bis zu seinem Ausscheiden aus dem aktiven Militärdienst im März 1911 und wurde daraufhin von Admiral Sir George Egerton abgelöst. Am 19. Juni 1911 wurde er auch zum Knight Grand Cross des militärischen Zweiges des Order of the Bath (GCB (Mil)) erhoben. Bei seinem Eintritt in den Ruhestand wurde er am 20. März 1913 wurde er zum Flottenadmiral (Admiral of the Fleet) befördert.
Während des Ersten Weltkriegs war Sir William May zwischen 1916 und 1917 unter dem Vorsitz von Evelyn Baring, 1. Earl of Cromer Mitglied der Dardanellen-Kommission (Dardanelles Commission) zur Untersuchung der Schlacht von Gallipoli (19. Februar 1915 bis 9. Januar 1916), die mit einem Sieg des Osmanischen Reiches endete und auf beiden Seiten insgesamt 100.000 Tote und 250.000 Verwundete forderte, was fast der Hälfte der zum Einsatz gekommenen Soldaten entspricht. Er war ferner Vorsitzender des Wiederaufbauausschusses (Reconstruction Committee), der sich im Vorfeld mit den Problemen der Nachkriegskürzungen befasste, sowie Mitglied eines Unterausschusses für Fischerei (Subcommittee on Fisheries). Am 1. Mai 1924 wurde er Deputy Lieutenant (DL) der Grafschaft Roxburghshire.
Aus seiner 1878 geschlossenen Ehe mit Vernon Kinbarra Swene, Tochter des Kaufmanns William John Marrow, gingen zwei Söhne hervor.

## Veröffentlichung
- The life of a sailor, Privatdruck, 1934